# Grant Thornton Tower
Der Grant Thornton Tower ist ein im Jahr 1992 fertiggestellter Wolkenkratzer in der amerikanischen Stadt Chicago. Die Bauarbeiten an dem Gebäude begannen im Jahr 1990 und wurden nach einer Dauer von zwei Jahren beendet. Für die Planung war das Architekturbüro Kohn Pedersen Fox zuständig. Die Höhe des Gebäudes beträgt 230 Meter (damit das 16.-höchste Gebäude der Stadt). Im Inneren weist der Turm 50 für Bürozwecke genutzte Stockwerke auf. Diese sind mit 23 Aufzügen zu erreichen. Architektonisch zeichnet sich das Gebäude durch eine rechteckige Grundfläche aus, während im oberen Bereich einige Rücksprünge zu finden sind. Durch die weiße Fassade aus Stein hebt sich der Chicago Title Trust Tower äußerlich von den umliegenden Wolkenkratzern ab.
In der Planungsphase des Gebäudes war es geplant, zwei gleiche Hochhäuser, also Zwillingstürme, zu errichten. Letztendlich wurde davon jedoch nur eines vollendet. Das zweite Gebäude könnte nach wie vor noch gebaut werden. Dies erscheint allerdings unwahrscheinlich.
Die Adresse des Bauwerks lautet 161 North Clark Street, Chicago, IL.